# Schönberg, Lichtenstein
Schönberg är en bergstopp i Liechtenstein. Den ligger i den sydöstra delen av landet, 6 km öster om huvudstaden Vaduz. Toppen på Schönberg är 2 104 meter över havet, eller 330 meter över den omgivande terrängen. Bredden vid basen är 2,2 km.